# Palatul Episcopiei romano-catolice din Alba Iulia
Palatul Episcopiei romano-catolice din Alba Iulia este un ansamblu de monumente istorice aflat pe teritoriul municipiului Alba Iulia. În Repertoriul Arheologic Național, monumentul apare cu codul 1026.08.

Ansamblul este format din următoarele monumente:
- Palatul Episcopiei romano-catolice, azi sediul Arhiescopiei romano-catolice (cod LMI AB-II-m-A-00130.01)
- Zid de incintă (cod LMI AB-II-m-A-00130.02)